# Бакэнэко
Бакэнэко (яп. 化け猫, «кошка-оборотень») — кошка в японском фольклоре, обладающая магическими способностями. Демон. Одно из трёх наиболее популярных животных-оборотней в Японии. Другими двумя выступают кицунэ и тануки.

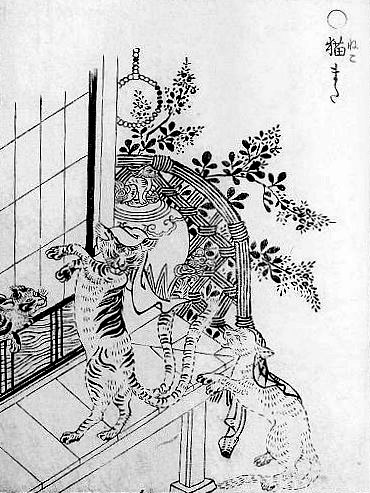
Нэкомата ходит на задних лапах (художник Торияма Сэкиэн)

Для кошки существует несколько способов стать бакэнэко: достигнуть определённого возраста, вырасти до определённого размера или же иметь длинный хвост. В последнем случае хвост раздваивается; такая бакэнэко называется нэкомата (яп. 猫又 или 猫股 раздвоенная кошка).

## Описание
Согласно японскому фольклору, любая кошка, прожившая более тринадцати лет, либо весящая 1 кан (3,75 кг), или же обладающая длинным хвостом, может стать бакэнэко. Бакэнэко может создавать призрачные огненные шары, ходить на задних лапах; она может съесть своего хозяина и принять его облик. Также считалось, что если такая кошка перепрыгнет через свежий труп, то она оживит его.

## История
В начале XVII века японцы использовали кошек для уничтожения мышей и крыс, которые угрожали шелкопрядам. Продажа и покупка кошек была нелегальна, и животные свободно бродили по городам. Кошек, которых заставали за питьём лампового масла (его делали из рыбьего жира), считали бакэнэко.

## В классической литературе
Кошка-оборотень упоминается в «Записках от скуки» Кэнко-хоси (1330—1332), а также фигурируют в японской новеллистике эпохи Эдо, в частности, в «Рассказах ночной стражи» Огиты Ансэя (1660), «Сборнике взглядов и странных рассказов» Араи Хакусэки (1709) и др.

## Бакэнэко в традиционном искусстве
Как и кицунэ, бакэнэко чаще всего принимают женский облик. Однако чаще всего бакэнэко оказывается дух погибшей женщины, пускающей в ход кошачью магию, дабы отомстить мужу, по вине которого она погибла, или иному обидчику. В театре кабуки существует целый класс пьес с подобным сюжетом, называемых «кошачьим переполохом» (нэко со: до: моно). Часто кошки действуют стаями, вместе собирая различную информацию и сообщая её своему главарю. Обычно это происходит на ночных сборищах, проходящих в пустующих домах. Финальная расправа страшна — кошки пожирают неугодных им людей.

## Бакэнэко в современной культуре
В большинстве современных работ, будь то романы, фильмы, манга, аниме или видеоигры, роль мифологических бакэнэко чаще всего отодвигается на второй план самой популярной фигурой среди ёкай — кицунэ. Однако человеческий образ нэкомата — нэкомусумэ (яп. 猫娘, «девушка-кошка») обладает особой популярностью в современной японской культуре, где используются некоторые атрибуты кошек — в частности, так называемые нэкомими (яп. 猫耳, «кошачьи уши»), являющиеся одной из самых популярных форм косплея.